# Eskils Hans Hansson
Eskils Hans Hansson (i riksdagen kallad Hansson i Bäck), född 14 april 1857 i Rättvik, död 18 januari 1927 i Stockholm, var en svensk lantbrukare och politiker (frisinnad). 
Eskils Hans Hansson, som kom från en bondesläkt, var lantbrukare på Eskilsgården i Bäck i Rättvik, där han var kommunalfullmäktiges ordförande 1919–1920 och vice ordförande i kommunalnämnden 1913–1927. Han var även ledamot i Kopparbergs läns landsting i omgångar från 1910 till 1926.
Han var riksdagsledamot i andra kammaren 1912–1914 samt från 1921 till sin död 1927, fram till 1921 för Kopparbergs läns norra valkrets och därefter för Kopparbergs läns valkrets. I riksdagen tillhörde han Frisinnade landsföreningens riksdagsgrupp Liberala samlingspartiet, efter den liberala splittringen Frisinnade folkpartiet. Han var bland annat vice ordförande i andra kammarens tredje tillfälliga utskott 1921 och engagerade sig bland annat för en förändrad vallag och för alkoholpolitiska åtgärder.